# العلاقات العمانية القرغيزستانية
العلاقات العمانية القيرغيزستانية هي العلاقات الثنائية التي تجمع بين سلطنة عمان وقيرغيزستان.

## مقارنة بين البلدين
هذه مقارنة عامة ومرجعية للدولتين:
| وجه المقارنة                                              | سلطنة عمان    | قيرغيزستان                      |
| --------------------------------------------------------- | ------------- | ------------------------------- |
| المساحة (كم2)                                             | 309.50 ألف    | 199.95 ألف                      |
| عدد السكان (نسمة)                                         | 4.64 مليون    | 6.20 مليون                      |
| الكثافة السكانية (ن./كم²)                                 | 14.99         | 31.01                           |
| العاصمة                                                   | مسقط          | بيشكك                           |
| اللغة الرسمية                                             | اللغة العربية | اللغة الروسية، اللغة القيرغيزية |
| العملة                                                    | ريال عماني    | سوم قيرغيزستاني                 |
| الناتج المحلي الإجمالي (بليون دولار)                      | 72.64 مليار   | 7.56 مليار                      |
| الناتج المحلي الإجمالي (تعادل القوة الشرائية) بليون دولار | 179.49 مليار  | 20.45 مليار                     |
| الناتج المحلي الإجمالي الاسمي للفرد دولار أمريكي          | 15.55 ألف     | 1.10 ألف                        |
| الناتج المحلي الإجمالي للفرد دولار أمريكي                 | 38.63 ألف     |                                 |
| مؤشر التنمية البشرية                                      | 0.793         | 0.655                           |
| رمز المكالمات الدولي                                      | +968          | +996                            |
| رمز الإنترنت                                              | عمان          | .kg                             |
| المنطقة الزمنية                                           | ت ع م+04:00   | ت ع م+06:00                     |

## منظمات دولية مشتركة
يشترك البلدان في عضوية مجموعة من المنظمات الدولية، منها:
| علم المنظمة | اسم المنظمة                        | تاريخ انضمام سلطنة عمان | تاريخ انضمام قيرغيزستان |
| ----------- | ---------------------------------- | ----------------------- | ----------------------- |
|             | مؤسسة التنمية الدولية              | 1973                    | 24 سبتمبر 1992          |
|             | يونسكو                             | 10 فبراير 1972          | 2 يونيو 1992            |
|             | وكالة ضمان الاستثمار متعدد الأطراف | 1989                    | 21 سبتمبر 1993          |
|             | الأمم المتحدة                      | 7 أكتوبر 1971           | 2 مارس 1992             |
|             | الاتحاد البريدي العالمي            | ?                       | ?                       |
|             | البنك الدولي للإنشاء والتعمير      | 1971                    | 18 سبتمبر 1992          |
|             | منظمة التعاون الإسلامي             | 1970                    | ?                       |
|             | منظمة حظر الأسلحة الكيميائية       | ?                       | ?                       |
|             | الاتحاد الدولي للاتصالات           | 28 أبريل 1972           | 20 يناير 1994           |
|             | مؤسسة التمويل الدولية              | 1973                    | 11 فبراير 1993          |
|             | منظمة التجارة العالمية             | 2000                    | ?                       |
|             | منظمة الشرطة الجنائية الدولية      | ?                       | ?                       |

## وصلات خارجية
- موقع وزارة الخارجية العمانية
- موقع وزارة الخارجية القيرغيزستانية